# Radar Freya
Freya era un sistema de radar de alerta temprana utilizado por Alemania durante la Segunda Guerra Mundial. Su nombre es una referencia a la diosa nórdica Freyja. Durante la guerra, se construyeron más de mil instalaciones terrestres, y también se desarrolló una versión naval que operaba en una longitud de onda ligeramente diferente, conocida como Seetakt.

## Desarrollo
|  |  |

Las primeras pruebas de lo que se convertiría en el "Freya" se llevaron a cabo a principios de 1937, con la entrega inicial de un radar operativo a la "Kriegsmarine" en 1938 por parte de la empresa GEMA. Freya era compatible con una versión anterior de sistema identificador amigo-enemigo (IFF), de forma que las aeronaves equipadas con el sistema IFF FuG 25a "Erstling" podían identificarse con éxito a distancias de más de 100 km.
La versión "AN" dispuso de una línea de fase conmutable para la antena. El cambio en la línea de fase condujo a un desplazamiento de fase del patrón de radiación de la antena y con eso, a un "estrabismo" hacia la izquierda o hacia la derecha, lo que permitía que el sistema cambiara de un "escaneo de máximos" bastante amplio a un cambio de lóbulo estrecho. En este último modo, un operador experto podía obtener una resolución angular de 0,1°.
El radar Freya era más avanzado que su homólogo británico, el Chain Home. Freya operaba en una longitud de onda de 1,2 m (3,9 pies) (250 MHz), mientras que Chain Home usaba ondas de 12 m. Esto permitió a Freya emplear un sistema de antena mucho más pequeño, mucho más fácil de rotar, mover y posicionar. También ofrecía una resolución más alta, lo que le permitía detectar objetivos más pequeños. Debido a su complejo diseño, solo ocho estaciones Freya estaban operativas cuando comenzó la guerra, lo que se tradujo en grandes huecos entre las áreas cubiertas. El radar británico Chain Home, aunque menos avanzado y más propenso a generar datos erróneos, era más simple, lo que significó que la red Chain Home completa estuvo lista a tiempo para la Batalla de Inglaterra.

## Variantes
- FuMG 450 Freya AN, inicialmente llamado FuMG 41G (alcance aumentado a 120 km)
- FuMG Freya LZ (se podía desmontar para su transporte aéreo)
- FuMG 480
- FuMG 44 "Drehfreya" (en alemán, "Freya rotativo"), modelo de transición al FuMG 44/404 (modelo naval: FuMO371), radar "Jagdschloss" PPI
- FuMG 451 "Freiburg", 162-200 MHz
- FuMG 321-328 (designación naval alemana)

## Despliegue y operación

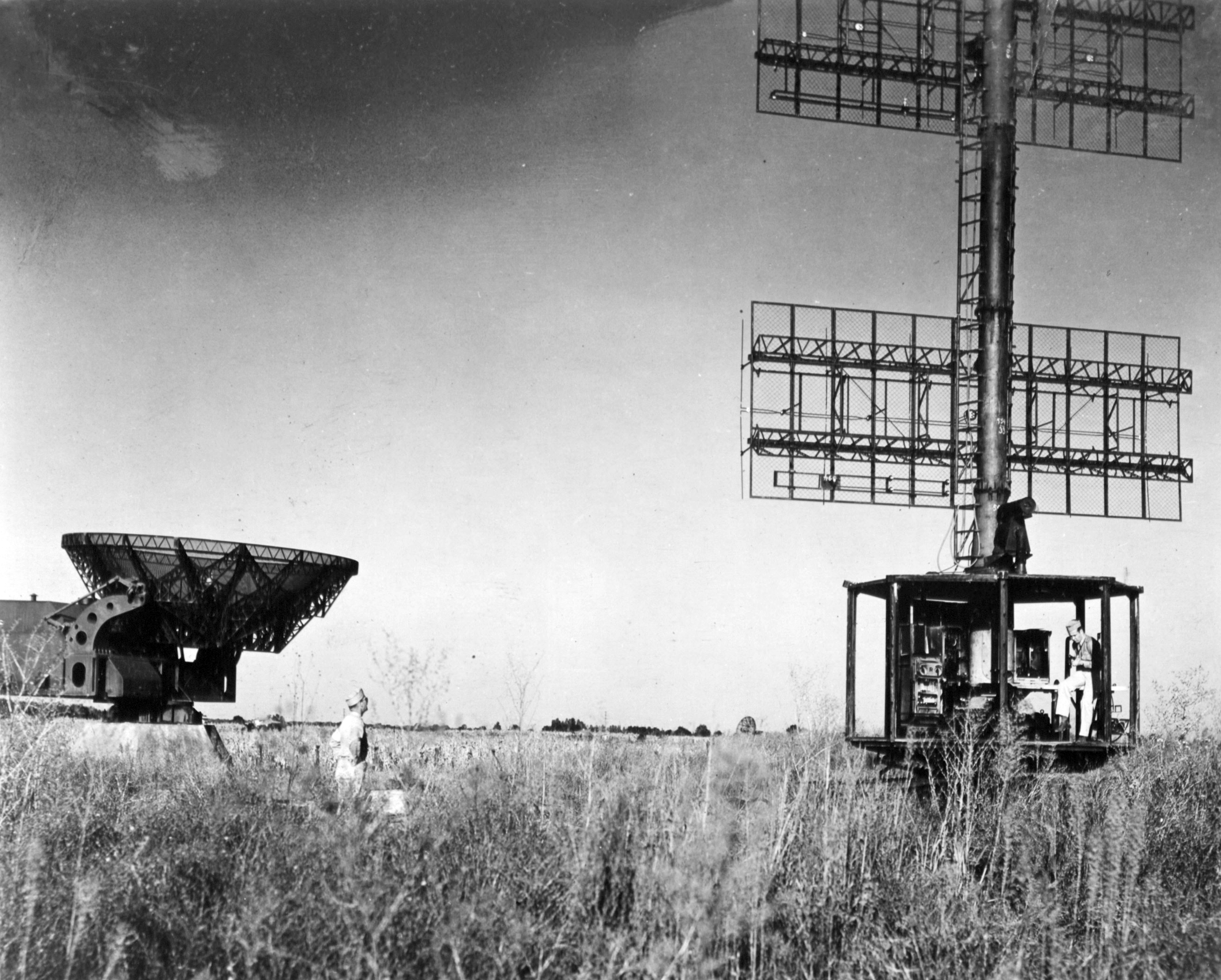
Freya (derecha) y un Würzburg-Riese (Rumania, 1944)

El radar Freya se usaba a menudo en conjuntamente con el radar de control de tiro primario Würzburg Riese ("Gigante Würzburg"); de forma que el Freya localizaba objetivos a largas distancias y luego se los "entregaba" a los Würzburg de menor alcance para su seguimiento.
Durante el transcurso de la guerra, Freya pasó a operar en la banda de 2,5 a 2,3 m (8,2 a 7,5 pies) (120 a 130 MHz), con un ancho de pulso de tres microsegundos, una salida de potencia máxima de 15 a 20 kW y un frecuencia de repetición de pulso de 500 Hz. Tenía un alcance máximo de solo 160 kilómetros (99,4 mi), lo que lo hacía inferior a al sistema Chain Home británico. Además, no podía determinar con precisión la altitud, pero era un sistema totalmente orientable y semimóvil.
Freya se utilizó con éxito por primera vez el 18 de diciembre de 1939 durante la Batalla del Heligoland Bight, cuando dos estaciones detectaron una incursión diurna que se acercaba a Wilhelmshaven formada por 22 bombarderos Vickers Wellington de la RAF a una distancia de 113 km, dirigiendo contra ellos un grupo de aviones de caza guiados por radio. Solo la mitad de los Wellington regresaron a Gran Bretaña sin daños, pero los cazas alemanes solo alcanzaron a los bombarderos después de que hubieran atacado a los barcos fondeados en el puerto. La actuación del Freya dejó tan impresionados a los mandos de la Luftwaffe, de forma que en la primavera de 1940 se instalaron once estaciones Freya para proteger la frontera occidental de Alemania. Después de la invasión de Francia en 1940, se construyeron nuevas estaciones "Freya" en la costa atlántica. Cuando Gran Bretaña inició sus bombardeos, Hermann Göring ordenó al Coronel (más tarde General) Josef Kammhuber que instalara una defensa aérea eficiente. Esto dio lugar a la llamada Línea Kammhuber, en la que se integraron más estaciones Freya. En el curso posterior de la guerra, los dispositivos Freya resultaron ser vulnerables al lanzamiento de señuelos en forma de nubes de laminillas metálicas (denominadas en inglés chaff) y a otras contramedidas, lo que significaba que aún podían usarse para la alerta temprana, pero no para guiar aviones de combate. Además, el comando de bombardeo británico adoptó una serie de estrategias para organizar sus incursiones, de modo que la línea Kammhuber pudiera verse saturada mediante ataques masivos.

## Inteligencia británica
Una de las primeras personas en dar detalles sobre el radar Freya a la inteligencia británica fue un joven teniente de vuelo danés, Thomas Sneum, quien con gran riesgo para su vida, fotografió instalaciones de radar en la isla danesa de Fanø en 1941. Los negativos llegaron a Gran Bretaña en un vuelo dramático, recreado en la novela de Ken Follett Vuelo final. La hazaña de Sneum también se menciona en el libro Most Secret War de R. V. Jones como la 'hazaña de mayor valentía', y es una de las historias destacadas en la obra Courage & Defiance escrita por Deborah Hopkinson.

## Desarrollos adicionales

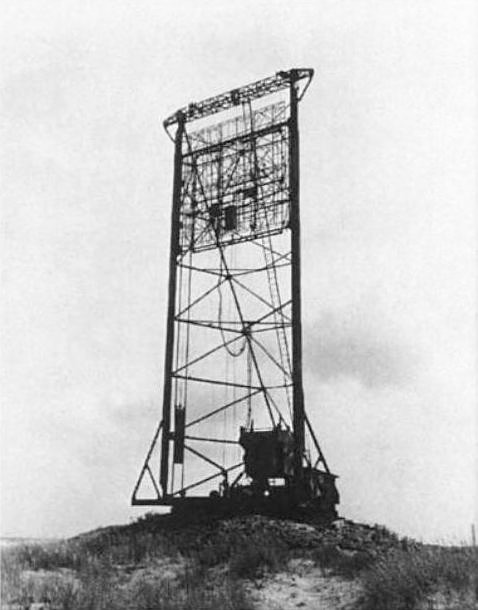
FuMG 401 "Freya-Fahrstuhl" (en alemán, Freya elevable)

- FuMG 401: Con el fin de realizar experimentos acerca de la reflexión del haz de radar sobre el suelo, que conducen a un cambio en el ángulo de elevación, se instaló un conjunto de antenas "Freya" sobre un soporte de madera para que pudieran deslizarse hacia arriba y hacia abajo. Esto permitió al sistema detectar la altitud del objetivo sin la ayuda de otros dispositivos auxiliares (como los radares Würzburg).
- FuMG 41: En un intento de aumentar el alcance sin cambiar el transmisor, se conectaron varios conjuntos de antenas Freya. Estas instalaciones, llamadas "Wassermann" (conocidas por los alemanes como Aquarius), no solo tenían un mayor alcance, sino que también eran más precisas.

## Contramedidas
Para contrarrestar al sistema Freya, los británicos utilizaron un equipo llamado "Moonshine". Instalado en los aviones Boulton Paul P.82 Defiant destinados a funciones especiales de vuelo (más tarde organizados en el Escuadrón n.º 515 de la RAF), cada equipo era capaz de retransmitir una parte de la señal del sistema Freya amplificando su retorno aparente, de forma que ocho aviones dotados con el sistema 'Moonshine' podían simular la señal generada por una fuerza de 100 bombarderos. Un segundo sistema de contramedidas denominado "Mandrel", consistía en un bloqueador de ondas transportado por aviones del Grupo n.º 100 de la RAF, que saturaba las señales de Freya. Se enviaban aviones individuales para orbitar posiciones fijas a unos 50 millas (80,5 km) frente a la costa enemiga, y mediante el uso de nueve aviones, se podía generar una brecha de unos 200 millas (321,9 km) en la cobertura de radar alemana, mientras que algunos aviones de las oleadas de bombardeo llevaban a bordo más bloqueadores para contrarrestar la red interior Freya.

## Uso de posguerra
En 1957/8, se instaló en el Observatorio de Ondřejov (Checoslovaquia) un radar FuMG 80 Freya, que después de ser modificado, sirvió como radar de seguimiento de meteoritos hasta el año 2006. Antes de eso, se utilizó en el Aeropuerto de Pardubice, bajo el nombre de RZ III.